# Cossidae
Cossidae là một họ lớn bao gồm các loài bướm đêm thuộc bộ Lepidoptera. Họ này gồm hơn 110 chi với gần 700 loài đã được biết đến, và còn nhiều loài đang chờ miêu tả. Bướm Carpenter được tìm thấy khắp toàn cầu, trừ phân họ Ratardinae hoạt động vào ban ngày phân bố ở Đông Nam Á.

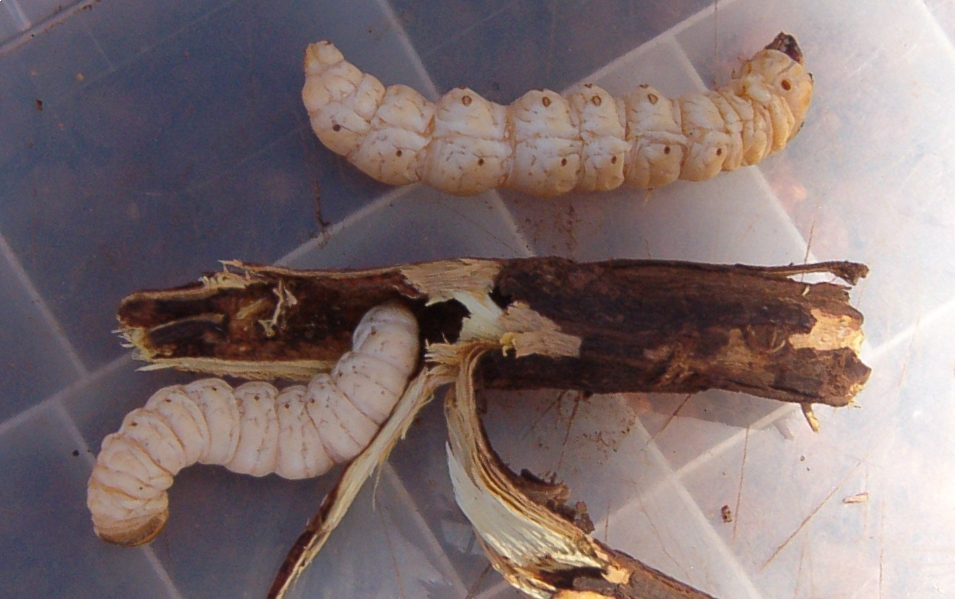
Witchetty grubs of the Zeuzerinae Endoxyla leucomochla

## Phân loại
Một vài họ khác như Dudgeoneidae, Metarbelidae và Ratardidae đã từng được xếp vào họ này một hoặc vài lần. Hiện tại Dudgeoneidae được xem là một họ riêng biệt Cossoidea, hai họ còn lại thường được xem là các phân họ trong họ Cossidae.
Hiện tại, Cossidae được chia thành 6 phân họ, nhưng còn nhiều chi vẫn chưa được xếp. Các phân họ và chi đặc trưng được liệt kê bên dưới:

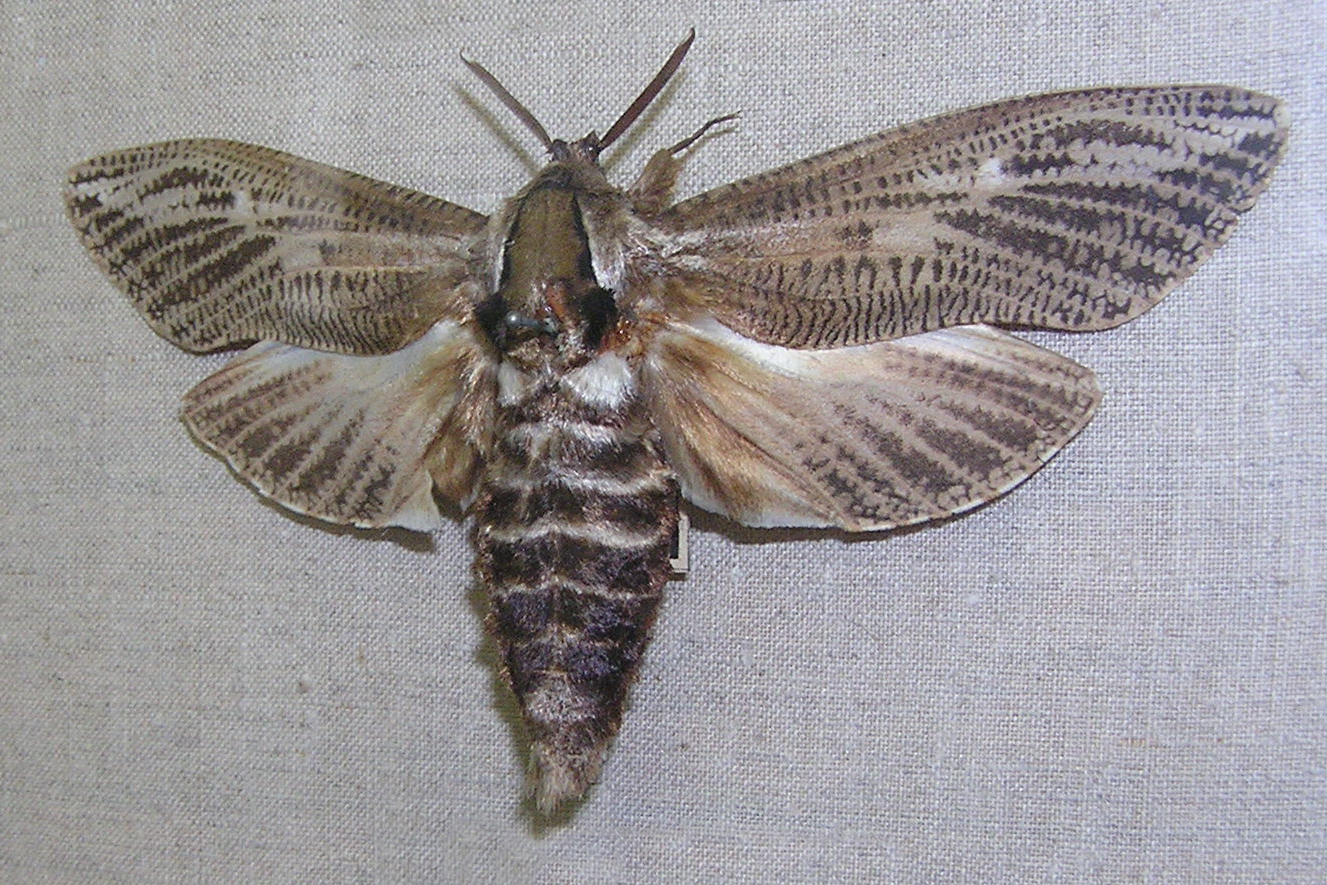
Specimens of the large Zeuzerinae genus Xyleutes

| Phân họ Cossinae Phân họ Cossulinae - Biocellata Davis, Gentili-Poole & Mitter, 2008 - Cossula Bailey, 1882 - Magulacra Davis, Gentili-Poole & Mitter, 2008 - Simplicivalva Davis, Gentili-Poole & Mitter, 2008 - Spinulata Davis, Gentili-Poole & Mitter, 2008 Phân họ Hypoptinae - Acousmaticus Butler, 1882 - Givira Walker, 1856 - Hypopta Hübner, 1820 - Inguromorpha H.Edwards, 1888 (tentatively placed here) - Langsdorfia Hübner, [1821] Phân họ Metarbelinae - Aethiopina Gaede, 1929 - Arbelodes Karsch, 1896 - Encaumaptera Hampson, 1893 - Indarbela Fletcher, 1922 - Lebedodes Holland, 1893 - Marshalliana Aurivillius, 1901 - Melisomimas Jordan, 1907 - Metarbela Holland, 1893 - Metarbelodes Strand, 1909 - Paralebedella Strand, 1923 - Saalmulleria Mabille, 1891 - Salagena Walker, 1865 - Squamicapilla Schultze, 1908 - Squamura Heylaerts, 1890 - Stenagra Hampson, 1920 - Subarchaeopacha Dufrane, 1945 - Teragra Walker, 1855 | Phân họ Ratardinae Phân họ Zeuzerinae - Azygophleps Hampson, [1893] - Endoxyla Herrich-Schäffer, 1854 - Endoxyla leucomochla - Eulophonotus Felder, 1874 - Hamilcara Barnes & McDunnough, 1910 (tentatively placed here) - Morpheis Hübner, 1820 (tentatively placed here) - Phragmacossia Schawerda, 1924 (tentatively placed here) - Phragmataecia - Psychonoctua Grote, 1865 (tentatively placed here) - Trismelasmos Schoorl, 1990 (tentatively placed here) - Xyleutes Hübner, 1820 - Zeuzera Latreille, 1804 |

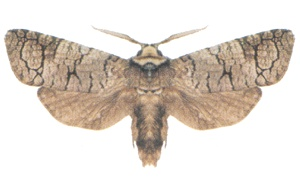
Zyganisus caliginosus belongs to an Úcn genus of unclear affiliations

Incertae sedis
| - Achthina - Acritocera - Acyttara - Adelopsyche - Allocryptobia - Allostylus - Anastomophleps - Arctiocossus - Austrocossus - Brevicyttara - Breyeriana - Callocossus - Carohamilia - Catoxophylla - Charmoses - Coryphodema - Cossodes - Costria - Degia - Dimorphoctena Clench, 1957 - Dolecta | - Eremocossus - Eugivira - Givarbela Clench, 1957 - Gurnetia - Hemilipia - Holcocerus - Isocossus - Lentagena - Macrocossus - Meharia - Mekla - Neostygia - Nomima - Oreocossus - Paracossus - Pecticossus - Philanglaus - Philiodoron Clench, 1958 - Phragmatoecioides - Pseudurgis - Psychidarbela | - Psychidocossus - Psychogena - Ptilomacra - Puseyia - Ravigia - Rethona - Rhizocossus Clench, 1958 - Schausiania - Sinicossus Clench, 1959 - Stygioides - Sympycnodes - Synaptophleps - Theatrista - Trigonocyttara - Westia - Xyleutites - Zeuzeropecten - Zeuzerops - Zyganisus |